# Cordaites
Genre
Espèces de rang inférieur
- † C. ludlowi
- † C. lungatus
- † C. principalis
- † C. hislopii

Cordaites sont un genre éteint de plantes appartenant au groupe des gymnospermes fossiles.
Le genre Cordaites (Unger, 1850) a été utilisé pour nommer le feuillage de plantes de l'ordre des Cordaitales.
Ce fossile, daté du Carbonifère, est fréquent dans les gisements de charbon d'Europe : Allemagne, Belgique, France, Angleterre... 

## Étymologie
Unger les nomma ainsi en hommage au médecin, botaniste et mycologue tchèque August Carl Joseph Corda.

## Description

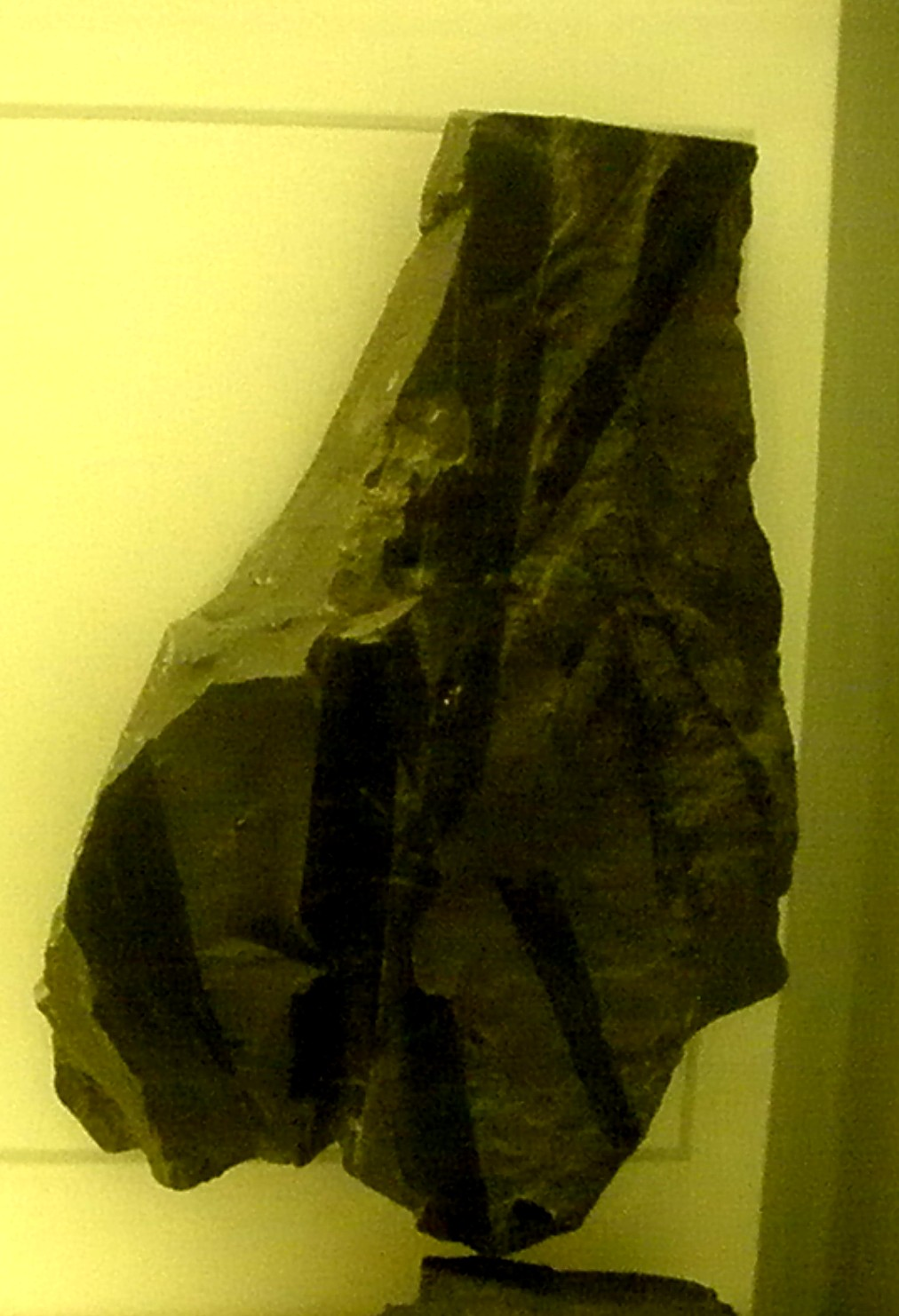
Fossiles de Cordaites

En compression, les feuilles de Cordaites ressemblent à de longs rubans, avec des nervures parallèles qui peuvent occasionnellement se dichotomiser. Les plus grandes connues atteignaient 1 m de long et 15 cm de large mais la plupart ont 20-30 cm de long. L'étude de la cuticule de ces feuilles a révélé que dans la majorité des espèces les stomates étaient portés uniquement sur la face inférieure des feuilles. Il existe aussi des feuilles de Cordaites anatomiquement conservées (= perminéralisées). Les feuilles étaient disposées en hélice sur les branches.

## Port et écologie
Cordaites poussait dans la zone tropicale et présentait plusieurs types d’écologie.
On peut distinguer des formes de taille moyenne qui poussaient dans des zones humides (d'eau douce ou saumâtre) et des formes plus grandes qui peuplaient les zones plus élevées et bien drainées. Ces plantes ont participé à la formation des grands gisements de houille du Carbonifère.